# University of London
Die University of London (Universität London, kurz UoL) ist einer der ältesten und größten Hochschulverbünde weltweit. Der Verbund ist föderal organisiert und besteht zurzeit aus 17 unabhängigen Colleges bzw. Universitäten und 3 zentralen Instituten. Mit Stand 2020 studieren rund 219.410 Studenten an den Hochschulen der University of London, davon etwa 48.000 als externe Fernstudenten an der sogenannten University of London Worldwide. Die Verwaltung ist hauptsächlich in Bloomsbury im London Borough of Camden angesiedelt. Nahe gelegen ist Russell Square (London Underground). Die einzelnen Colleges sind über das Stadtgebiet verteilt. Der Verband ist Mitglied der Association of Commonwealth Universities.

## Grundlegendes zur Struktur
Die beiden klassischen englischen Universitäten, die Universität Oxford und die Universität Cambridge, sind föderal organisiert: Sie setzen sich aus Colleges zusammen, bei denen es sich nicht um Fakultäten handelt, sondern um sich selbst verwaltende Einheiten, die beispielsweise Mensen, Studentenwohnungen und Sportmannschaften bereitstellen, aber auch einen Teil der Lehre übernehmen. Dieses Modell bildete das Vorbild bei der Gründung der University of London. Diese entwickelte sich aber im Lauf der Zeit dahingehend, dass dort die Autonomie der einzelnen Colleges deutlich weiter reicht als in Oxford oder Cambridge; beispielsweise haben in London die meisten Colleges die Befugnis, selbst Studiengänge zu organisieren und Abschlüsse zu verleihen, während in Oxford und Cambridge Abschlussprüfungen und Verleihung der akademischen Grade durch die Universität erfolgen. Die einzelnen Colleges der University of London sind daher praktisch autonome Hochschulen (viele davon mit Weltrang, z. B. London School of Economics, King’s College London, University College London) und die University of London ihr Dachverband.

## Geschichte

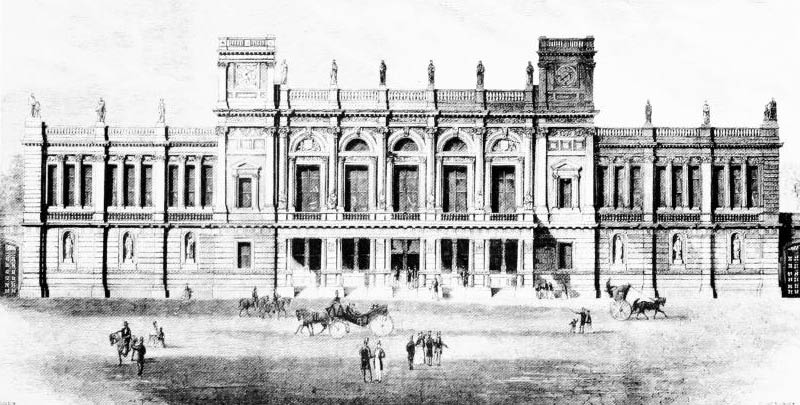
Gebäude der University of London, 6 Burlington Gardens

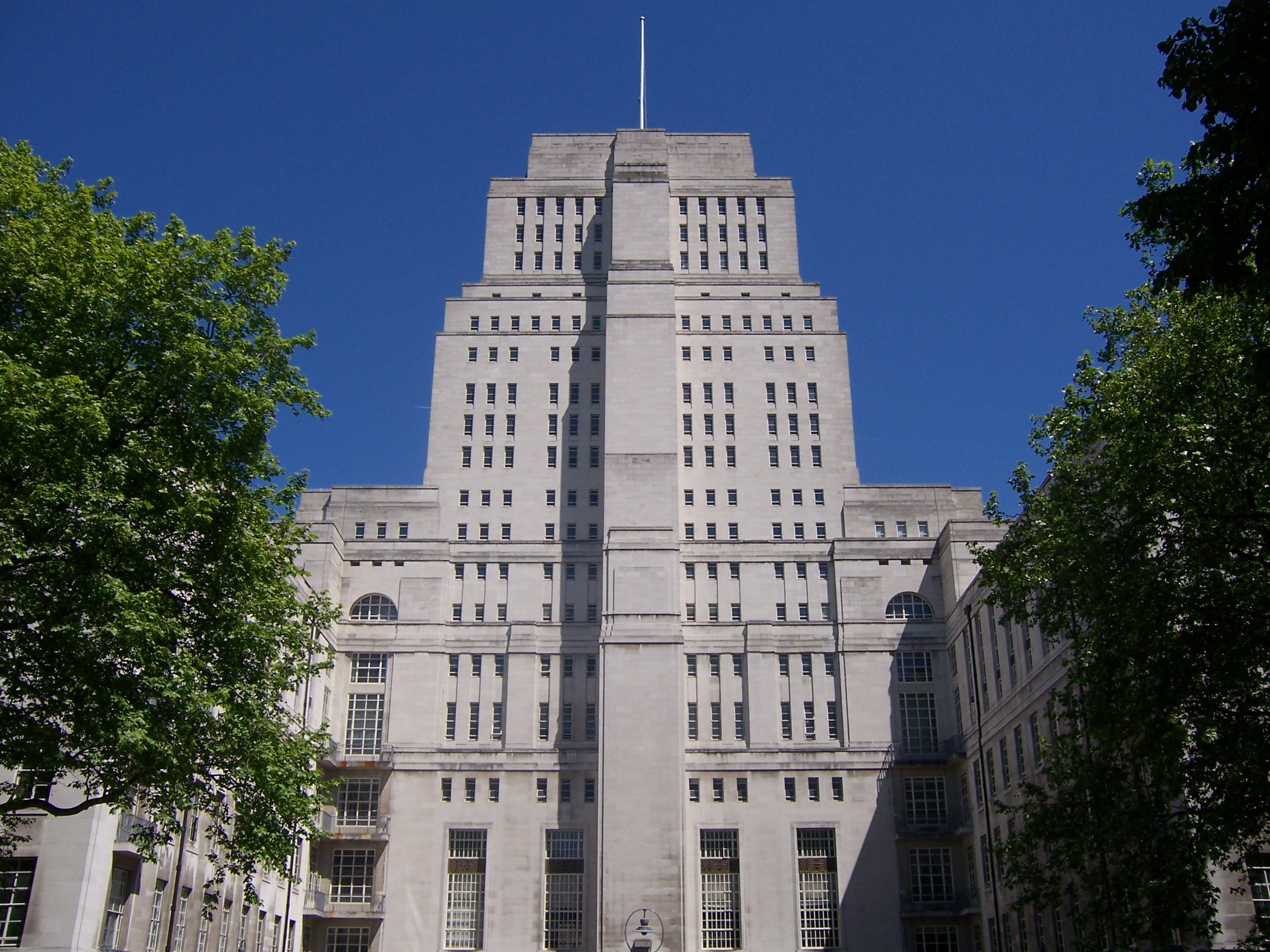
Senate House, Entwurf Charles Holden

Die University of London wurde 1836 durch Royal Charter gegründet, einige Colleges bestanden jedoch bereits zuvor als eigenständige Institutionen, etwa das 1614 in Belgien gegründete Heythrop College. Die ersten Colleges bei Gründung waren das King’s College London und das University College London. Beide dominieren bis heute das Forschungsgeschehen im Zusammenschluss der Universitäten und gehören zu den reichsten Universitäten Londons. Als erste Universität im Vereinigten Königreich führte sie 1869 die Examinierung von Frauen durch und verlieh ein Jahrzehnt später als erste englische Universität auch Abschlüsse an sie. Mit Caroline Spurgeon wurde 1913 an der UoL die zweite Frau der britischen Hochschulgeschichte volle Professorin.
Das Imperial College London war seit seiner Gründung 1907 als Technische Hochschule Mitglied der UoL. 2007 trat es aus dem Verband der University of London aus, erlangte eigenständig den Status als Universität und verleiht seither eigene Abschlüsse. Der Rektor der Universität hatte dies auch damit begründet, dass der selbst errungene Weltruf keiner Unterstützung durch die UoL mehr benötigt. Neu als Mitglied hinzugekommen ist seither die City, University of London im Jahr 2016 sowie Brunel University of London im Jahr 2024. Durch den University of London Act 2018 wurde ermöglicht, dass jedes College einzeln den Universitätsstatus erwerben kann. Zahlreiche Mitgliedsinstitutionen der UoL haben seither verkündet, den Status als Volluniversität zu beantragen, und werden deshalb künftig nicht mehr als College, sondern als Universität auftreten.
Das Heythrop College, das seit 1970 Mitglied der UoL war, stellte 2019 den Studienbetrieb ein.

## Organisation

### Colleges & Institutes
- Birkbeck, University of London (BBK)
- Brunel University
- Central School of Speech and Drama (RCSSD)
- City, University of London (CUL)
- Courtauld Institute of Art (CIA)
- Goldsmiths, University of London (GUL)
- The Institute of Cancer Research (ICR)
- King’s College London (KCL)
- London Business School (LBS)
- London School of Economics and Political Science (LSE)
- London School of Hygiene & Tropical Medicine (LSHTM)
- Queen Mary, University of London (QMUL)
- Royal Academy of Music (RAM)
- Royal Holloway, University of London (RHUL)
- Royal Veterinary College (RVC)
- School of Oriental and African Studies (SOAS)
- St George’s, University of London, früher: St George’s Hospital Medical School
- University College London (UCL)
- School of Advanced Study
- University of London Institute in Paris
- University of London International Programmes (Distance Learning)

### Frühere Colleges
Einige Colleges sind mit größeren Colleges fusioniert worden:
- Bedford College, Inner Circle, Regent’s Park – jetzt: Teil von Royal Holloway, University of London,
- Chelsea College of Science and Technology, Hortensia Road, Chelsea – jetzt: Teil des King’s College,
- Queen Elizabeth College, Campden Hill Road, Kensington – jetzt: Teil des King’s College,
- St Thomas’ Hospital Medical School – jetzt: Teil der King’s College School of Medicine and Dentistry und
- Westfield College, Kidderpore Avenue, Hampstead – jetzt: Teil von Queen Mary, University of London.

Einige haben die Universität verlassen:
- Imperial College London – verließ die Universität London im Juli 2007,
- Royal Postgraduate Medical School – jetzt: Teil der Imperial College School of Medicine sowie
- Wye College (siehe: Wye, Kent).

Geschlossen wurden folgende Colleges:
- New College London – Schließung 1980
- Heythrop College (HEY) – Der Lehrbetrieb wurde zum 31. Januar 2019 eingestellt.

## Gebäude
Die einzelnen Colleges der University of London haben ihre eigenen Gebäude, die über die Stadt London verteilt sind. Dort finden auch die Lehrveranstaltungen statt. Die Universitätsverwaltung hat ihren Hauptsitz in dem 1932 bis 1937 errichteten Senate House im damaligen Bloomsbury, unweit vom British Museum. Es beherbergte während des Zweiten Weltkrieges, als die Universität aus London evakuiert war, das Informationsministerium (Vereinigtes Königreich). Da dieses Ministerium mit Zensur und Propaganda während des Krieges beauftragt war und George Orwells Frau Eileen dort beschäftigt war, wird weithin davon ausgegangen, dass das sehr imposante Gebäude Orwell zu der Darstellung des Wahrheitsministeriums (Ministry of Truth) in seinem Roman 1984 inspirierte.